# Benoît Biteau

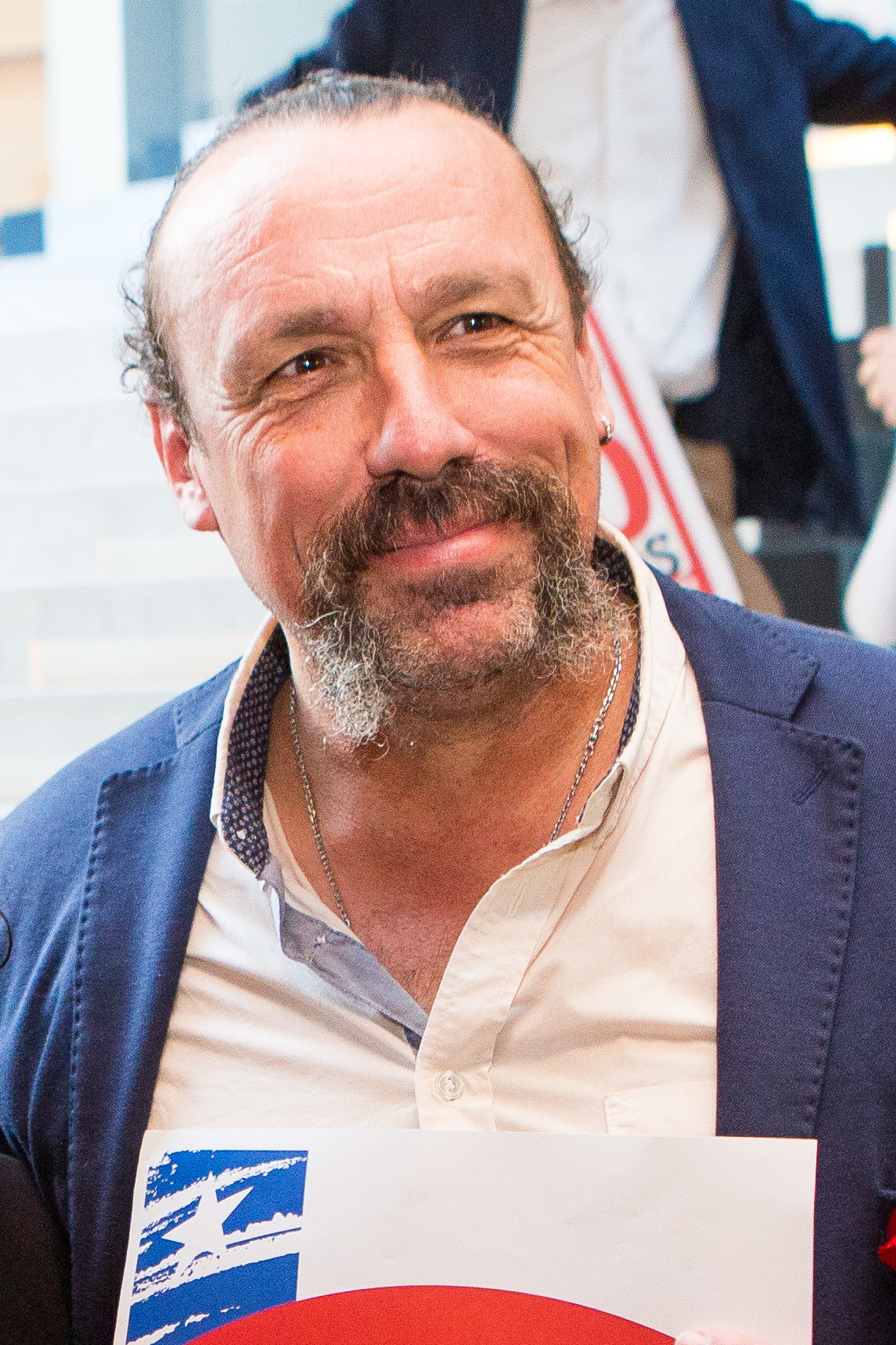
Benoît Biteau (2019)

Benoît Biteau (* 7. April 1967 in Royan) ist ein französischer Landwirt, Agrarwissenschaftler und Politiker. Im Zuge der Europawahl 2019 gewann er als unabhängiger Kandidat auf der Liste der Europe Écologie-Les Verts ein Mandat und ist seitdem Mitglied des neunten Europäischen Parlaments als Teil der Fraktion der Grünen/EFA.

## Leben

### Einsatz für eine ökologische Landwirtschaft
Benoît Biteau ist Landwirt und Agrarwissenschaftler und setzt sich für eine ökologische Landwirtschaft bzw. eine „ökologische Wende in der gesamten Landwirtschaft“ ein. Unter anderem ist er Mitglied des von ihm gegründeten Öko-Landwirtschaftsbetrieb Val de Seudre Identi'Terre in Charente-Maritime. Der Betrieb erhielt auf dem Salon International de l'Agriculture 2010 vom damaligen Landwirtschaftsminister Michel Barnier den Trophée National d'Agriculture Durable 2009.
Biteau kritisiert offen den mächtigen französischen Bauernverband Fédération nationale des syndicats d’exploitants agricoles (FNSEA) und wird regelmäßig in den Medien mit seiner Kritik an der staatlichen Landwirtschaftsförderung wie an der FNSEA rezipiert. Seine Erfahrung als Landwirt der ökologischen Landwirtschaft beschrieb er in seinem 2018 erschienenen Buch Paysan résistant !.

### Politische Karriere
Im März 2010 wurde Biteau zum Ratsmitglied der inzwischen fusionierten Region Poitou-Charentes gewählt, er übernahm dort die Funktion des Vizepräsidenten des Rates sowie den Vorsitz des Ausschusses für den ländlichen Raum, Landwirtschaft, Fischerei und Meereskulturen. Das Amt hatte er bis zum 13. Dezember 2015 inne. Im Dezember 2015 wurde er als Regionalrat der fusionierten Region Nouvelle-Aquitaine gewählt, dort ist er im Ausschuss für Meeresangelegenheiten.
Im Jahr 2019 kandidierte Biteau als unabhängiger Kandidat auf der gemeinsamen Europawahlliste von Europe Écologie-Les Verts (EELV), Alliance écologiste indépendante (AEI) sowie Régions et peuples solidaires bei der Europawahl 2019. Die gemeinsame Liste gewann 13,43 Prozent und damit 13 der 79 französischen Mandate, darunter auch Biteau. Seitdem ist er Mitglied des neunten Europäischen Parlaments und trat, gemeinsam mit den Abgeordneten der EELV und der AEI der Fraktion der Grünen/EFA bei. Laut eigener Aussage plant er das Mandat im Regionalrat von Nouvelle-Aquitaine parallel auszuüben. Für die Fraktion ist er Mitglied im Ausschuss für Landwirtschaft und ländliche Entwicklung sowie stellvertretendes Mitglied im Entwicklungsausschuss und im Fischereiausschuss.

## Werk
- Paysan résistant ! Fayard, 2018, ISBN 978-2-213-70609-2 (französisch).